# Corregimento
Corregimento é uma divisão territorial ou população dirigida por um corregedor ou "representante". Também do mesmo modo se designa o exercício das funções de corregedor, como o território jurisdicional onde estas se exercem.
No Direito Indiano se designava com tal nome a territórios relativamente extensos, onde existia numerosa população indígena e nos quais um corregedor, nomeado geralmente pela Real Audiência respectiva, tinha a seu cargo a administração de justiça no civil e penal, a vigilância e direção das reduções ou aldeias indígenas e a cobrança dos tributos régios.
Com as reformas borbônicas, no século XVIII, os antigos corregimentos (também chamadas províncias) se transformaram em partidos ou sub-delegações.
Na Colômbia se aplica a palavra corregimento as populações que não alcançam o caráter de município, sendo sua jurisdição submetida a um município ou, no caso dos corregimentos departamentais, a um departamento. Os centros de povoamento se denominam veredas.
No Panamá se aplica as divisões que possui um distrito, também as divisões que possui a Comarca Kuna Yala. A Comarca Kuna de Wargandí é um corregimento com caráter de comarca. Em cada corregimento a autoridade é o representante de corregimento.
Em Castela, é um órgão de governo do agrupamento da Junta General das Sete Merindades de Castela Velha e territórios em um Conselho Maior ou Ajuntamento General para harmonizar a sua política em áreas do interesse comum. A primeira Junta General se celebra em 8 de janeiro de 1551 e a primeira ata conservada data de 5 de janeiro de 1556. Celebraram-se até 1835, ano em que se produz a reorganização dos Ajuntamentos.